# Esben Petersen
Esben Hessellund Petersen (født 11. januar 1993 på Fyn) er en dansk fodboldspiller.
Han spiller primært som en højre midtbanespiller, men kan dog også spille på den centrale midtbane.

## Klubkarriere

### Boldklubben Marienlyst
Petersen havde i flere år været fast mand på OBs U17 og U19 trup. Men da der ikke var udsigt til spilletid på førsteholdstruppen, blev han fristet af BK Marienlyst, som tilbød ham senior-bold. Derfor skiftede han i sommeren 2012 til Marienlyst.
Efter en succesfuld efterårssæson med 3 mål i 15 kampe, skiftede Petersen videre til AC Horsens. Dog havde Esben trænet med Horsens i et par uger inden skiftet.

### AC Horsens
Den 23. januar 2013 bekræftede AC Horsens, at de havde købt Esben Petersen. Esben skrev under på en 1,5 årig kontrakt.

## Landshold
Petersen har indtil videre spillet fire kampe for Danmarks U/18 landshold. 